# Yūsei Oda
Yūsei Oda (織田 優成 Oda Yuusei, 19 de septiembre de 1969, Sendai, Prefectura de Miyagi) es un seiyū japonés nacido bajo el nombre Katsuaki Arima (有馬 克明 o ありま かつあき Arima Katsuaki). Ha participado en series como Little Busters!, The Prince of Tennis y Cybaster, entre otras. Está afiliado a Aoni Production.

## Roles Interpretados

### Series de Anime
- Binbō Shimai Monogatari como el maestro de Ginko.
- Cybaster como Ken Ando (como Katsuaki Arima).
- Denkō Chō Tokkyū Hikarian - Lightning Attack Express como Buster Seven y Win (como Katsuaki Arima).
- Devil Survivor 2 The Animation como el Padre de Hibiki.
- Dragon Ball Super como el Oficial Katopesla
- Digimon Xros Wars como Stingmon.
- Gaiking: Legend of Daikū-maryū (2005) como Kein.
- GeGeGe no Kitarō (2007) como Chouchin Kozou (como Katsuaki Arima).
- Hamelin no Violin Hiki como Kokyuu (como Katsuaki Arima).
- HARELUYA II BØY como Makoto Ichijou (como Katsuaki Arima).
- Haunted Junction como Haruto Houjo (como Katsuaki Arima).
- Higurashi no Naku Koro ni Kai como el Padre de Rika.
- La Ley de Ueki como Kageo 'Kurokage' Kuroki.
- La visión de Escaflowne como Dalet (como Katsuaki Arima).
- Little Busters! como Kengo Miyazawa.
- Little Busters! Refrain como Kengo Miyazawa.
- Mahou no Stage Fancy Lala como Hoshizawa (como Katsuaki Arima).
- Mouse como Masatoshi Minami (como Katsuaki Arima).
- Nihon-ichi no Otoko no Tamashii como Jun Eguchi (como Katsuaki Arima).
- One Piece como el padre de Biyo, Gyaro, Izou, Pellini y Sumo Capybara.
- Rave Master como L'Tiangle (como Katsuaki Arima) y Deep Snow.
- Ring ni Kakero Sekai Taikai como Himmler.
- Saint Seiya Ω como Spear de Pez Espada.
- Shōnen Santa no Daibōken como Huemer (como Katsuaki Arima).
- Shugo Chara! como Tsumugu Hinamori.
- Shugo Chara!! Doki como Tsumugu Hinamori.
- Sorcerer Hunters como Sono Nii (como Katsuaki Arima).
- The Prince of Tennis como Jeffery Carlisle y Koujirou Saeki (como Katsuaki Arima).
- Wizard Barristers: Benmashi Cecil como David.
- World Trigger como Tōru Narasaka.

### OVAs
- Angel Densetsu como Jiro Oshita (como Katsuaki Arima).
- Buttobi!! CPU como Akira Takaoka (como Katsuaki Arima).
- Enzai como Guildias (como Katsuaki Arima).
- Mahō Tsukai Tai! como el primer y el segundo novio de Akane (como Katsuaki Arima).
- Prince of Tennis Zenkoku Taikai-Hen como Koujirou Saeki.
- Prince of Tennis Zenkoku Taikai-Hen - Semifinal como Koujirou Saeki (como Katsuaki Arima).
- Saint Seiya Hades Elysion-Hen como Queen de Alrauna.
- Tetsuwan Birdy como Mori (como Katsuaki Arima).
- VitaminX Addiction como Nikaidou Shou (como Katsuaki Arima).

### Películas
- Atobe's Gift como Koujirou Saeki (como Katsuaki Arima).
- Gekijōban GeGeGe no Kitarō Nippon Bakuretsu como Steward (como Katsuaki Arima).
- XEVIOUS como Takeru

### Videojuegos
- Little Busters! como Kengo Miyazawa.
- Project Zero 3: The Tormented como Kei Amakura (como Katsuaki Arima).
- VitaminX como Shou Nikaidou (como Katsuaki Arima).
- Warriors Orochi 2 como Yoshitsune Minamoto.
- Warriors Orochi 3 como Yoshitsune Minamoto.